# 森本康敬
森本 康敬（もりもと やすひろ、1956年 - 2022年〈令和4年〉8月21日）は、日本の外交官。従四位瑞宝中綬章。在大韓民国大使館参事官、釜山総領事等を経て、ソロモン諸島駐箚特命全権大使。

## 経歴・人物
奈良県出身。1980年に外務省に入省し、韓国語を専門とした。外務省北米局日米安全保障条約課課長補佐、在中華人民共和国日本国大使館一等書記官、外務省アジア大洋州局北東アジア課日韓交流室長、在大韓民国日本国大使館参事官等を経て、2016年から釜山総領事を務めたが、総領事館前への慰安婦像の設置を受け、対抗措置として日本政府より一時帰国させられ、知人との会食中にこの政府方針への批判を展開したため、着任1年足らずの2017年に更迭されたと報じられた。一方、菅義偉内閣官房長官は記者会見で「通常の人事だ」と述べ、このような見方を否定し、森本総領事も「覚えていない」と話したとされる。同年外務省外務報道官・広報文化組織広報文化外交戦略課広聴室長。2018年外務省大臣官房会計課福利厚生室長。2020年5月8日にソロモン諸島駐箚特命全権大使に任じられ、2021年11月ソロモン諸島で体調を崩したため緊急搬送され、検査結果は膵臓癌のステージⅣであり、2022年3月11日に依願退職するまでソロモン大使を務め上げた。同年8月21日、東京都内の自宅で死去。65歳没。死没日付で従四位に叙され、瑞宝中綬章を受章した。